# Teulada
Teulada (sardisk: Teulàda) er en by og en kommune (comune) i provinsen Sud Sardegna i regionen Sardinien i Italien. Byen ligger i 50 meters højde og har 3.604 indbyggere (2016). Kommunen har et areal på 246,19 km² og grænser til kommunerne Domus de Maria, Masainas, Piscinas, Pula, Santadi og Sant'Anna Arresi.